# أوين ويلكس
أوين ويلكس (بالإنجليزية: Owen Wilkes) هو عالم إنسان ونحال نيوزيلندي، ولد في 1940 في كرايستشرش في نيوزيلندا، وتوفي في 12 مايو 2005 في Kawhia Harbour ‏ في نيوزيلندا بسبب تسمم بأحادي أكسيد الكربون.